# Furrina
Furrina či Furina je římská bohyně neznámého významu. O její důležitosti v raném římském kultu však svědčí to, že měla svého oficiálního kněze – flamena Furrinalis, a že 25. července byla na její počest konána slavnost furrinalia, která však byla v době pozdní republiky slavena jen kněžími této bohyně. Georges Dumézil ji považoval za bohyni pramenů a její jméno spojil s latinským fervēre „bublat, vařit“. Na základě podobnosti jména byla někdy zaměňována s Fúriemi (Furiae). Její posvátný háj lucus Furinae stál na vrchu Ianiculu na pravém břehu Tiberu, a v roce 121 před n. l. v něm byl zavražděn tribun lidu Gaius Gracchus. Její svatyně měla stát také nedaleko města Arpinia.